# 日志轮替
在IT行业中，日志轮替（log rotate）是指系统管理中一个自动化的归档过期日志文件的过程，服务器上运行的大型软件，例如LAMP，通常会记录每一条请求，面对数量巨大的日志，日志轮替提供了一个有效的方法来限制日志文件的大小，同时保留近期的日志用于分析。

## 归档方法
在Linux系统中，日志轮替一般使用 logrotate 命令实现，他可以用来将过期日志发给系统管理员，过期的日志也可以压缩来减少体积。
在FreeBSD系统和macOS系统中，通常使用 newsyslog 命令，它能根据文件大小、具体时间、时间周期（或者这些条件的组合）来自动触发日志轮替，他也能压缩日志，并提醒程序更替日志。
一般来说，新的日志文件由应用程序周期性生成，旧的日志文件会被重新命名（在文件名后添加数字1），每次增加新文件时，旧日志的文件名后面的数字就会增加1，所以它是通过替换文件右面的的数字来实现（这也是Log rotate文件名的来源），旧的日志文件后面的数字到达一个阈值时，可以被删除或者存到离线介质中来释放服务器中的空间。